# دايفيد جونسون (لاعب كرة قدم أمريكية)
دايفيد جونسون (بالإنجليزية: David Johnson)‏ هو لاعب كرة قدم أمريكية أمريكي، ولد في 26 أغسطس 1987 في باين بلاف في الولايات المتحدة.

## وصلات خارجية
- دايفيد جونسون على موقع مرجع كرة القدم المحترفة.كوم (الإنجليزية)